# 内田五観
内田 五観（うちだ いつみ、文化2年（1805年）3月 - 明治15年（1882年）3月29日）は和算家である。通称は恭または弥太郎、号は東瞳・宇宙堂など。

## 人物
文化12年（1815年）関流宗統五伝の日下誠（号を五瀬（いつせ））の算学塾に入門し、文政5年（1822年）18歳で宗統を譲られる。天保2年（1831年）に蘭学者の高野長英に入門した。天保3年（1832年）『古今算鑑』を著す。天保5年（1834年）富士山の高さを測量し、3475.7mの値を得て、『日本高山直立一覧』を著す。天保10年（1839年）韮山代官の江川英龍のもとで江戸湾の測量を行う。
明治維新後、明治3年（1870年）陰陽寮が廃止されて大学校天文暦道局が設置されると天文暦道御用掛に任じられ、太陰暦から太陽暦への改暦に中心的な役割を果たした。後に内務省で度量衡の統一に関わる。明治11年（1878年）東京数学会社（現日本数学会）に入会、明治12年（1879年）東京学士会院の創立時の会員となる。

## 参考
- 『文明開化の数学と物理』（岩波科学ライブラリー、2008年、蟹江幸博・並木雅俊著）
- 川北朝鄰: 關夫子以降本朝數學の進歩竝に學戰, 東京數學物理學會『本朝數學通俗講演集: 關孝和先生二百年忌記念』, 大日本圖書, 明治41年